# John Ausonius
John Wolfgang Alexander Ausonius, ursprungligen Wolfgang Alexander Zaugg, även känd som Lasermannen, född 12 juli 1953 på Lidingö, är en dömd svensk mördare och bankrånare. Från augusti 1991 till januari 1992 sköt han sammanlagt elva personer vid olika attentat i Stockholm och Uppsala. En dog och flera fick skador för livet. Det som offren hade gemensamt var mörkt hår eller mörk hudfärg. Ausonius använde till en början ett gevär med lasersikte, vilket gjorde att han fick tillnamnet "Lasermannen", lanserat av journalisten Richard Aschberg på Aftonbladet.
Attentaten föranledde Sveriges största polisjakt näst efter Palmemordet. Efter sex månader greps Ausonius på bar gärning mitt under ett bankrån. Han dömdes mot sitt nekande till livstids fängelse för ett mord, nio mordförsök och nio grova rån, men bevisen räckte inte för att fälla honom för samtliga åtalspunkter. Ausonius har under sin senare fängelsevistelse fått autismdiagnos, tidigare diagnostiserades han med antisocial personlighetsstörning. På grund av ett flertal byten av försvarsadvokat, som ledde till ett mycket utdraget rättegångsförfarande, fick Ausonius sitta häktad i 3,5 år.

## Bakgrund
John Ausonius, då Wolfgang Zaugg, föddes på Lidingö, men växte upp i Vällingby i nordvästra Stockholm. Hans mor var tyska, fadern schweizare, och själv blev han svensk medborgare först 1979. Boken Lasermannen beskriver en tuff barndom med en frånvarande far och en mycket hård mor. Uppväxten blev ännu svårare när hans föräldrar separerade på grund av faderns otrohet. Efter skilsmässan upplevde han sig i viss mån övergiven av föräldrarna som sökte nytt umgänge på andra håll, vilket ledde till att även han sökte känslomässiga band till andra vuxna. I skolan var han duktig och debatterade ofta i klassen. Som vuxen ändrade han sitt namn först till John Stannerman, och senare till John Ausonius. Han blev inkallad till värnplikt vid Svea livgarde i Kungsängen 1981–1982 efter att ha fått sitt medborgarskap, trots att han stod åtalad för grov misshandel och förskingring, men fick byta regemente sedan han upprepade gånger hotat befäl och andra värnpliktiga. Han slutförde i stället sin värnplikt på högvakten vid Stockholms slott. Det var under sin tid i militärtjänst som han lärde sig att hantera vapen.
Efter militärtjänst började Ausonius studera på Kungliga Tekniska högskolan (KTH) i Stockholm men fullföljde inte studierna. Efter en kort men ganska framgångsrik karriär med optionshandel blev han utan inkomst när börsen rasade och för att finansiera sitt spelberoende och ett liv med exklusiva kläder, utlandsresor och bilar började han råna banker. Han bytte utseende genom färgning av håret och genom att bära kontaktlinser ändrades hans ögonfärg till blå.
Skjutningarna har Ausonius inför Gellert Tamas motiverat med föreställningen "att Sverige inte orkade mer, att landet höll på att falla ihop under trycket från flyktingar och invandrare", och att det i denna situation var dags att någon tog på sig ansvaret att med vapen i hand reagera och agera.

## Attentaten
- 3 augusti 1991 – Skjuter en antropologistudent på Troppstigen vid Gärdets tunnelbanestation i Stockholm
- 21 oktober 1991 – Skjuter en antropologistudent på Svante Arrhenius väg på Lappkärrsberget i Stockholm
- 27 oktober 1991 – Skjuter en hemlös nära Torsgränd, Vasastaden i Stockholm
- 1 november 1991 – Skjuter en musiker vid Brygghuset, Vasastaden i Stockholm
- 8 november 1991 – Dödar en student på Körsbärsvägen nära Kungliga Tekniska högskolan i Stockholm
- 22 januari 1992 – Skjuter en medicine forskarstuderande på Studentvägen i Uppsala
- 23 januari 1992 – Skjuter en busschaufför på Brännkyrkagatan på Södermalm i Stockholm
- 23 januari 1992 – Skjuter två personer i Somaliska föreningens lokal på Regeringsgatan i Stockholm
- 28 januari 1992 – Skjuter en grillkioskägare vid Djursholms Ösby station på Roslagsbanan i Danderyd
- 30 januari 1992 – Skjuter en kioskägare vid Hägerstensåsens tunnelbanestation i sydvästra Stockholm

Ausonius är även dömd för att den 23 februari 1992 ha dödat en kvinna när han besökte Frankfurt i Tyskland. Fallet togs upp igen och han ställdes inför rätta för dådet den 13 december 2017. Han erkänner att han befunnit sig i Frankfurt under denna period, dock nekar han till att ha begått dådet. Den tyska domstolen dömde Ausonius, mot dennes nekande, till livstids fängelse den 21 februari 2018. Straffet i den tyska domstolen kan påverka Ausonius möjligheter att få sitt livstidsstraff i Sverige tidsbestämt.

## Brottsutredningen

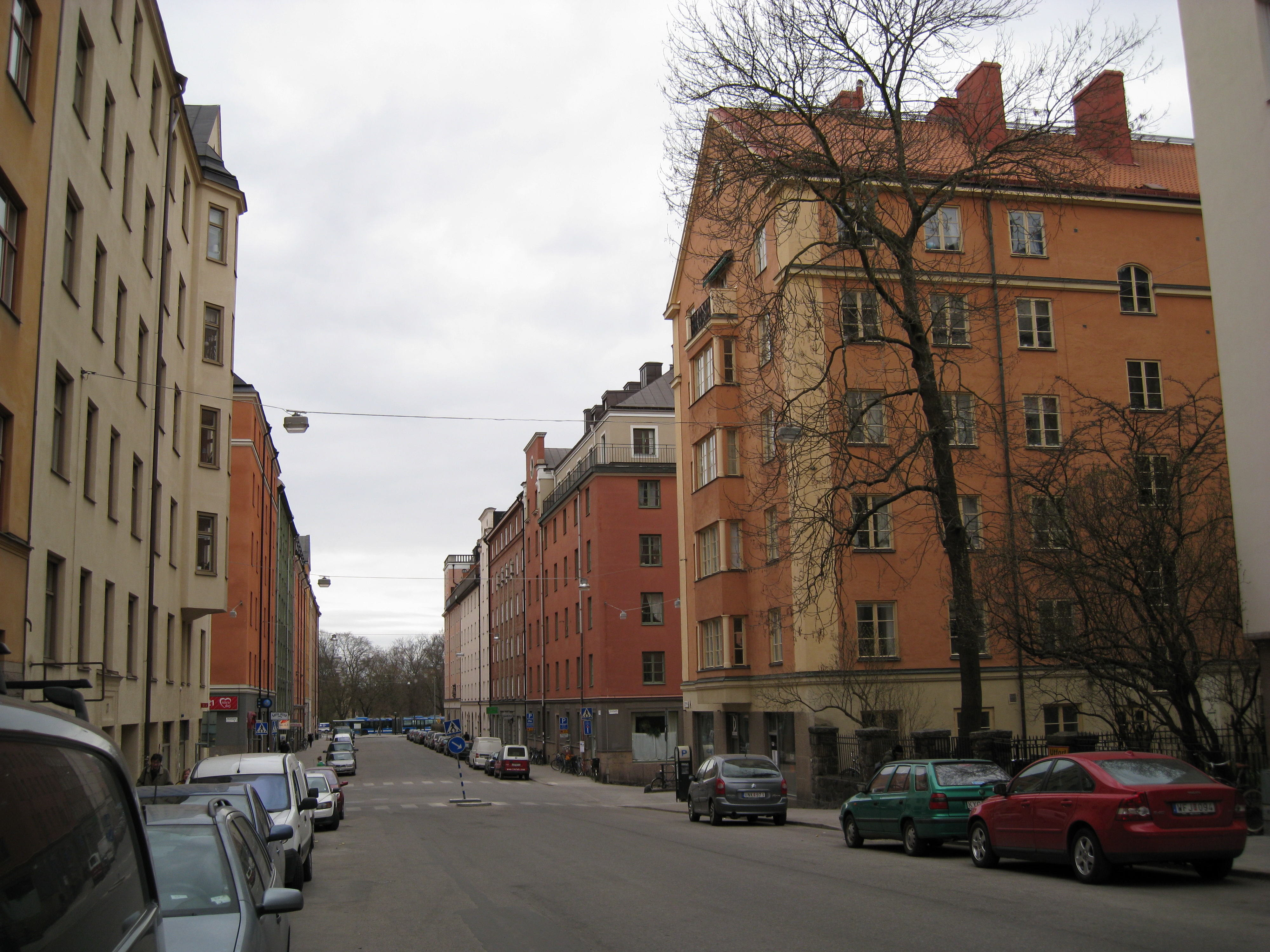
Heleneborgsgatan, där Ausonius greps.

Polisutredningen hade svårt att ringa in en gärningsman eftersom Ausonius inte hade några band till offren. Ett genombrott kom när polisen började undersöka uppgiften att en vit Nissan Micra SLX hade synts vid skotten 22–23 januari 1992. Polisen började därför att kontakta alla ägare till det bilmärket. Ausonius hade hyrt en sådan bil från en biluthyrningsfirma i Stockholm under sitt verkliga namn men när polisen försökte kontakta Ausonius för rutinfrågor upptäckte man att varken adress eller telefonnummer stämde. Den 25 februari skickades en kallelse till förhör till en postbox som man trodde Ausonius använde. Ausonius följde dock nyhetsrapporteringen och när det stod klart att polisen var intresserad av en viss biltyp lämnade han Sverige i slutet av februari och for till Sydafrika. Han återvände inte förrän i mitten av maj.
I mars hade polisen således fortfarande inte haft tillfälle att ställa rutinfrågor till Ausonius om den bil som han hade hyrt i januari. Att Ausonius hade ett långt brottsregister stod också klart för polisen. En av polisens utredare hade deltagit i utredningen om Palmemordet och hade då fått höra om John Stannerman (Ausonius tidigare namn), känd Palmehatare som tidigare arbetat som biografmaskinist på bland annat biografen Grand på Sveavägen. Denne hade då kartlagts och det stod klart att Ausonius profil var högintressant för utredningen. Ausonius satt i Kumlafängelset vid statsminister Olof Palmes död, dömd för ett flertal våldsbrott, och kunde snabbt avföras från den utredningen. Under samma tidsperiod, fast i det fängelse Ausonius satt i innan han flyttades till Kumla, blev han god vän med den kroatiske nationalisten och Ustaša-terroristen Miro Barešić, som i Sverige dömdes för att tillsammans med en annan kroat skjutit ihjäl den jugoslaviske ambassadören efter att ha tagit ambassaden gisslan. Ausonius såg upp till Barešić och lyssnade noga på när Barešić berättade om sitt liv under fängelsevistelsen.
Under undersökningens lopp hade polisen också upptäckt att Ausonius var kund hos flera pantbanker. Samtidigt hade en mystisk cykelrånare lyckats råna 17 banker i Stockholm utan att gripas. Vid jämförelse kunde polisen snart konstatera att Ausonius hade löst ut sina saker från pantbanken direkt efter att cykelrånaren rånat en bank.
När Ausonius återkom till Sverige gick han till posten för att tömma sin postbox och på så vis fick polisen reda på att han var i Stockholm. Eftersom polisen inte visste hans adress beslutades att spaningsroteln skulle spana på honom. Det var känt att Ausonius hyrt videofilmer i en videobutik i korsningen Roslagsgatan–Odengatan, och när Ausonius kom dit för att återlämna filmerna följde polisen efter och kunde konstatera att Ausonius var bosatt på Ynglingagatan i norra Vasastaden.
Följande dag, den 12 juni, lämnade Ausonius hemmet på förmiddagen. Han cyklade till Södermalm, bytte kläder i en port, och framför ögonen på polisens spanare utförde han sitt artonde bankrån i Handelsbanken på Hornsgatan. När polisen försökte gripa honom utbröt skottlossning, men strax efteråt kunde Ausonius övermannas utanför fastigheten Heleneborgsgatan 6–8, där han gömt kläder i husets källare.
När polisen efterlyste Lasermannen publicerades en fantombild med ett tänkbart utseende på honom. Bilden var sammansatt med utgångspunkt från en beskrivning som ett av Lasermannens offer hade givit. Bilden visade en man med rött hår och glasögon. Han hade ändrat sitt utseende för att se mer svensk ut (färgat håret rött, skaffat blå kontaktlinser). När Ausonius sedan hade häktats visades bilder på honom där han i stället var mörkhårig, saknade glasögon och hade under häktningstiden anlagt ett stort helskägg.

## Mordet på Blanka Zmigrod i Frankfurt 1992 – ännu en livstidsdom
År 2018 utvisades Lasermannen temporärt till Tyskland och en tysk domstol slog fast att John Ausonius 1992 hade mördat garderobiären Blanka Zmigrod i Frankfurt. Den tyska domstolen dömde honom till livstids fängelse. Hela tiden nekade John Ausonius till anklagelserna. Han erkände dock att han bråkat med henne om ett fickminne, en sak han anklagade henne för att ha stulit. På brottsplatsen hittades ammunition av en sort som är förbjuden i Tyskland och som användes vid Ausonius attentat i Sverige. 
Dessutom sköt mördaren sitt offer, när hon var på väg från sitt arbete på en restaurang i Frankfurt, från nära håll och försvann på cykel, samma tillvägagångssätt som Ausonius använde sig av vid de svenska attackerna.
Ausonius var 2018 redan dömd på livstids fängelse i Sverige för de brott han begick i början av 1990-talet och när Ausonius gick med på att utlämnas till Tyskland hade han som krav att han ska få avtjäna ett eventuellt straff i Sverige.

## Dom
Den 1 december 1993 dömdes Ausonius av Stockholms tingsrätt till livstids fängelse mot sitt nekande för ett mord, nio mordförsök samt tre bankrån. Han frikändes från två av mordförsöken. När målet togs upp av Svea hovrätt komplicerades processen då Ausonius den 4 oktober 1994 misshandlade sina två försvarsadvokater på Kronobergshäktet. Advokaterna avsade sig uppdraget och Ausonius fick två nya advokater. När rättegången återupptogs den 31 januari 1995 misshandlade Ausonius sina två försvarsadvokater, Kerstin Koorti och Paavo Fagerlund, inför rättens ledamöter. TV-bilder visar Koorti komma ut från rättssalen med blodet rinnande nedför pannan. Rätten tillät inte Ausonius att än en gång byta försvarare utan han fick sitta med handfängsel. Den 19 maj 1995 fastställde hovrätten domen på livstids fängelse. Hovrätten friade Ausonius för ett av rånen. Mellan 2001 och juni 2012 avtjänade han straffet på Kumlaanstalten. Under juni 2012 flyttades han till Österåkeranstalten, men avtjänade senare samma år sitt straff på anstalten Storboda.
I augusti 2000 erkände Ausonius att han var skyldig till samtliga 10 attentat och dessutom 20 bankrån eller försök till bankrån. Högsta domstolen ansåg att erkännandena, på grund av Ausonius låga trovärdighet, inte var tillräcklig grund för resning beträffande de frikännande domarna.
Den 21 december 2010 avslog Örebro tingsrätt John Ausonius ansökan om att få sitt livstidsstraff tidsbestämt.
I oktober 2012 hade John Ausonius för tredje gången ansökt om att få sitt livstidsstraff tidsbestämt vilket nekades av rätten 2 november 2012.
I maj 2020 ansökte Ausonius på nytt om att få sitt livstidsstraff tidsbestämt.. Detta avslogs av Örebro tingsrätt 2021. Rätten skrev i sitt domslut att: "Tingsrätten delar Rättsmedicinalverkets och Socialstyrelsens rättsliga råds slutsatser såtillvida att John Ausonius autismproblematik och inflexibilitet, satta i relation till hans brottshistorik, utgör betydande riskfaktorer", samt att det "föreligger konkret och beaktansvärd risk för återfall i brottslighet av allvarligt slag".

## Skildringar
År 2002 publicerades boken Lasermannen: en berättelse om Sverige (ISBN 91-7324-973-4) av Gellert Tamas, vilken belönades med utmärkelsen Guldspaden 2002. Boken behandlar Lasermannen, medias bevakning av densamme samt samhället i övrigt. Enligt Tamas, som gjorde flera långa intervjuer med Ausonius, understryker mördaren att han inspirerades av det dåvarande högerpopulistiska partiet Ny demokrati och av Sverigedemokraterna.
År 2005 dramatiserade Sveriges Television Tamas bok till en miniserie i tre delar, Lasermannen (regi Mikael Marcimain). Ausonius spelades av David Dencik. Sten Ljunggren spelade rollen som spaningsledaren Lennart Thorin. År 2005 gjordes även TV-dokumentären Lasermannen av Gellert Tamas och Malcolm Dixelius, där Ausonius, barn- och ungdomsvänner samt andra i deras närhet intervjuades. Fallet har även tagits upp i avsnitt 24 av Världens brott som visats på TV4 Fakta.
I april 2021 visades dokumentärserien Jakten på Lasermannen på SVT1. I seriens fiktiva scener spelades John Ausonius av Ossian Melin.